# Centrale autonome des travailleurs salvadoriens
La Central Autónoma de Trabajadores Salvadoreños (CATS - Centrale autonome des travailleurs salvadoriens) est une confédération syndicale salvadorienne fondée en 1966. Elle est affiliée à la Confédération syndicale internationale et à la Confédération syndicale des travailleurs et travailleuses des Amériques.